# 加尔希-马尔哈拉
加尔希-马尔哈拉（Garhi-Malhara），是印度中央邦Chhatarpur县的一个城镇。总人口12962（2001年）。

## 人口
该地2001年总人口12962人，其中男性6896人，女性6066人；0—6岁人口2100人，其中男1144人，女956人；识字率53.32%，其中男性为61.05%，女性为44.53%。